# Ночовник Остап Семенович

Меморіальна дошка Остапу Ночовнику на стіні гончарної слави в Опішні

Остап Семенович Ночо́вник (Ночовник-Носик; нар. 1853 — пом. 1913) — український майстер народної керамічної скульптури.
Жив і працював у селі Міських Млинах (тепер Полтавський район Полтавської області, Україна). Виготовляв фігурний посуд у вигляді півнів, левів, баранів, а також люльки, свічники, курильниці, оздоблені ліпним на насікуваним орнаментом, найчастіше рослинного характеру.
Роботи майстра зберігаються в музеях Полтави, Києва, Санкт-Петербурга, Парижа, Відня.